# ナーシ

ナーシの旗

ナーシ（ロシア語: Наши）は、かつて存在していたロシアの青少年組織である。

## 概要

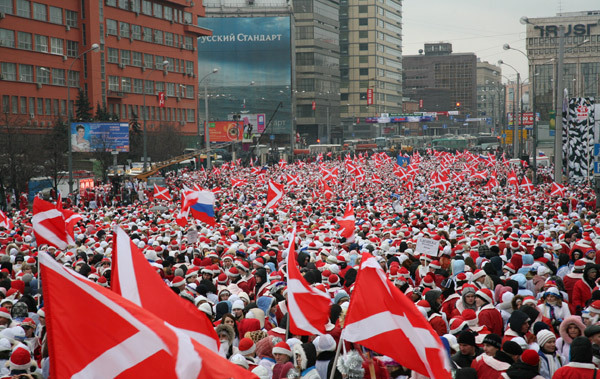
2006年12月17日のパレード風景

ロシア語では「私達の」という、対象を複数形として捉える意味であり、意訳すれば「我らが祖国」もしくは「我らのロシア」という意味になるが、日本では「友軍」「われらの仲間」などとも称される。2005年の4月15日にロシアの政治家であるワシーリー・ヤケメンコ（Vasily Yakemenko）によって設立された。この人物は「共に歩く（共に行く）」（Walking Together）という親プーチン団体の設立（2000年の5月に設立）にも関わっている。
資金面については不明な点が多い。政府が資金援助をしていると噂されているが、政府はそれを否定している。関係者は、政権に近い新興財閥などからの資金援助を受けていると言明した。主な活動はロシア政府の肯定的宣伝活動を行うことである。しばしば都市部などでデモ活動を行っている。ウラジーミル・プーチン大統領への忠誠もしくは個人崇拝の傾向が強い。ナーシは設立以降、青少年に急速に支持を受け、かつては全ロシアに10万人の組織員を確保したとされる。
正式名称は、「Молодежное демократическое антифашистское движение（英訳：Democratic anti-fascist Youth Movement、和訳例：民主主義・反ファシスト青年運動）」である。正式名称から分かるように、組織の目的はファシズムから祖国を守ることであり、ヤケメンコによれば今ロシアで急速にその勢力を伸ばしているネオナチ勢力に対抗するためにナーシを設立したそうである。必要があればスキンヘッドたちを「実力で粉砕することも厭わない」としている。この中でも非合法化された国家ボリシェヴィキ党（National Bolshevik Party）を特に敵視しているようである。また、ファシスト勢力だけではなく反プーチン・ロシア勢力一般を敵視しており、その中にはアメリカ合衆国も入っているようである。
ただし、そういった当人たちの意図とは裏腹に、愛国主義的な姿勢がファシズムに似ているため、「ナチズム」や「ヒトラーユーゲント」をもじって「ナーシズム」「プーチンユーゲント」と反対勢力に揶揄されることもある。
2008年8月のサマー・キャンプでは、参加者が大幅に減少した上に、プーチンに対する個人崇拝もほとんどなくなった。これは、ロシアにおけるプーチン体制が安定化したことで、政府の宣伝活動をする必要がなくなったことや、2008年5月にドミートリー・メドヴェージェフが大統領に就任したためとみられる。
ナーシの組織自体は2009年時点でも存続していた。また、公式サイト上には「ロシアの脅威」と題しアメリカ・イギリス・日本がロシアに黒い手を伸ばしている絵があり、この組織（とロシア政府）が相変わらず反西側諸国のスタンスを取っていることをうかがわせる。
メディアが解散を伝えるなか、2012年もプーチン大統領の誕生日を祝うデモ活動を行ったが、2013年には沈下し報道されなくなった。2013年以降、収入・収益・支出共に0かそれに近い状態が続いており、このころに活動を停止したと考えられる。
その後、2019年12月2日をもって清算結了登記がなされている。清算結了時の正式名称は「ОБЩЕРОССИЙСКАЯ ОБЩЕСТВЕННАЯ ОРГАНИЗАЦИЯ СОДЕЙСТВИЯ РАЗВИТИЮ СУВЕРЕННОЙ ДЕМОКРАТИИ "НАШИ" （和訳例：主権民主主義促進のための全ロシア公共団体 "ナーシ"）」とされており、時期は不明であるが前述の名称から変更されていた。

## 主な活動
- 2007年4月30日にエストニアでタリン解放記念碑撤去を機に発生したロシア系住民の暴動事件青銅の夜に絡み、モスクワのエストニア大使館前ではナーシのメンバー達が深夜まで大音量で音楽を流し続けるなどの嫌がらせを行った。
- 2008年8月8日、グルジアの南オセチア侵攻に絡んで、モスクワのグルジア大使館周辺で抗議行動を行った。
- 2009年11月30日、モスクワの日本大使館前で、日本が北方領土を「ロシアが不法占拠している」との公式見解を示したことでの抗議集会を敢行。「鳩山さん、わずかな支持率アップのためにロシアとの関係を損ねないで」と書かれた横断幕を掲げ、「クリル（千島列島）はロシアのもの」「祖父たちの（第二次世界大戦の）勝利は我々の勝利」などと訴えた[7]。

## プーチンTシャツなどの販売
公式サイト上でプーチンやメドベージェフがプリントされているファッショナブルなTシャツ（他にも多数デザインあり）を販売していた。ロシア国内居住者しか購入できなかった。
また、プーチンTシャツなどの製作元であるブランド「メドヴェージェフスタイル」の公式サイト上の販売ページは、2010年時点でも国外発送をしてなかった。